# 阿博維爾省
5°56′N 4°13′W / 5.933°N 4.217°W

阿博維爾省（Département d'Agboville），是科特迪瓦的省份，位於該國南部潟湖區，由阿涅比大區負責管轄，首府設於阿博維爾，成立於1969年，面積3,850平方公里，2014年人口292,109，人口密度每平方公里76人。